# VideoScribe
VideoScribe es un software para crear animaciones sobre una pizarra blanca. Se desarrolla en Adobe Flash y produce películas QuickTime y videos Flash. Las imágenes y el texto se dibujan en secuencia en una pizarra virtual para lograr un efecto visual único y atractivo. No hay que ser un artista, las imágenes se dibujan automáticamente. Permite importar imágenes externas y VideoScribe las convierte a SVG. También es posible agregar música desde su biblioteca o importarla. Una vez terminado el trabajo, este se puede descargar localmente como mp4, wmv, mov, avi o compartirlo directamente en línea a YouTube, Facebook, Sho.co e incluso exportarlo como una secuencia de imágenes.
Es una herramienta de pago, aunque tiene un Free Trial para probarlo previamente.

## Historia
Fue lanzado en 2012 por la empresa británica Sparkol. Para abril de 2014, tenía más de 250,000 usuarios en 135 países alrededor del mundo.